# Zbór Kościoła Adwentystów Dnia Siódmego w Kalwarii Zebrzydowskiej
Zbór Kościoła Adwentystów Dnia Siódmego w Kalwarii Zebrzydowskiej – zbór adwentystyczny w Kalwarii Zebrzydowskiej, należący do okręgu wschodniego diecezji południowej Kościoła Adwentystów Dnia Siódmego w RP. Zbór prowadzi własny kanał YouTube.
Nabożeństwa odbywają się w kościele przy ul. Wojska Polskiego 6 każdej soboty o godz. 9.30.